# Verin Voskepar
Verin Voskepar (örmény írással Վերին Ոսկեպար, azeriül Yuxarı Əskipara - jelentése mindkét nyelven Felső Voskepar/Əskipara) egy felhagyott település és enklávé Azerbajdzsán Qazakh régiójában, ám a terület 1992 óta örmény megszállás alatt van, akik a Tavush tartomány részeként kezelik.
A település a közelben eredő Voskepar folyó bal partján helyezkedett el, túlnyomórészt azeriek által lakva. A közelében található az örmény Voskepar település, utána pedig az azeri határon túl Aşağı Əskipara (Alsó Voskepar/Əskipara), szintén egy elpusztított település.
A Hegyi-karabahi háború ideje alatt az enklávét Örményország megszállta, lakosságát kitelepítette, a házakat lerombolta.